# Ruščina
Rúščina (ру́сский язы́к (rússkij jazýk) ) je jezik, ki se skupaj z ukrajinščino in  beloruščino umešča v vzhodnoslovansko podskupino slovanskih jezikov.
Ruščina je najbolj razširjen slovanski jezik. V skladu z ustavo Ruske federacije je uradni jezik na vsem njenem področju. Obenem je skupaj z jeziki tamkajšnjih avtohtonih prebivalcev (титульные языки) tudi uradni jezik vrste avtonomnih republik RF. 
Ruščina je materni jezik okoli 154 milijonom ljudem, kot drugi jezik pa jo uporablja še več kot 100 milijonov ljudi. Po podatkih iz leta 2012 v Ruski federaciji živi okoli 120 milijonov maternih govorcev ruščine ter še okoli 20 milijonov govorcev ruščine kot drugega jezika.  
Ruščina je tudi eden od šestih uradnih jezikov Organizacije združenih narodov ter eden izmed uradnih jezikov Unesca in drugih mednarodnih organizacij.  
Znanost, ki preučuje ruski jezik, literaturo in kulturo, se imenuje rusistika. 

## Geografska porazdelitev
Prvenstveno se ruščina seveda uporablja v Ruski federaciji. V ruščini delujejo državne institucije, poteka uradno sporočanje med ustanovami posameznih republik, tudi v vojski, v njej se izdaja periodika. 

### Narečja
Običajno se ruska narečja delijo v dve narečni skupini: severno in južno, ob njih pa nekateri navajajo tudi srednjeruske govore, ki kažejo značilnosti obeh skupin. Mednje sodi tudi moskovski govor, na katerem v veliki meri temelji ruski knjižni jezik (русский литературный язык). Narečna delitev se nanaša na delitev govorov evropskega dela Rusije, torej območja, ki je bilo avtohtono poseljeno z vzhodnoslovanskim prebivalstvom.
V južnoruskih narečjih je ena glavnih značilnosti t. i. akanje (gre za sovpadanje nenaglašenih o in a v a-jevski glas po trdem soglasniku v prvem prednaglasnem zlogu, v drugih nenaglašenih zlogih po trdem soglasniku pa v polglasnik). Nenaglašena a in e po mehkih soglasnikih sovpadata v kratki i-jevski glas (v neprednaglasnih zlogih v glas, ki je med kratkim i-jem in polglasnikom). V večini južnoruskih narečij se oblike 3. osebe ednine glagolov končujejo na mehki [t'], fonem /g/ pa se izgovarja frikativno (priporniško), podobno kot v nekaterih slovenskih krajevnih govorih, npr. na Goriškem. 
V severnoruskih narečjih je prisotno t. i. okanje ([o] in [a] se v nenaglašenih zlogih razlikujeta). Oblike 3. osebe ednine glagolov se v večini teh narečij končujejo na trdi [t], fonem /g/ se izgovarja eksplozivno (zaporniško). V večini severnoruskih govorov se je izgubila opozicija med [č'] in [c], ki sta sovpadla v glasova [c] in [c'], kar imenujemo cokanje. Primer tega fenomena je beseda чай (čaj), ki jo izgovarjajo kot [ц']ай (c'aj) ali [ц]ай (caj). 
Srednjeruski govori izražajo izbrane značilnosti obeh ostalih narečnih skupin. Imajo tako značilnosti južnoruskih (akanje, razlikovanje [č'] in [c]) kot tudi severnoruskih (zaporniški [g], trdi [t] v končnici 3. osebe ednine sedanjika glagolov) govorov. Seveda pa imajo tudi srednjeruski govori svoje posebnosti. Taka je izgovarjava »-чн«, na primer »булошная« (bulošnaja [šn] 'pekarna') namesto »булочная« (buločnaja [čn]), ki je značilna za moskovske govore in govore ob Volgi ter na vzhodu.
Stopnja narečnih razlik v ruščini ni tako velika kot denimo v slovenščini, nemščini, italijanščini in kitajščini. To je očitno posledica razmeroma nedavnega širjenja tega jezika, ki je povezano z osvajanjem novih ozemelj, jezikovno politiko in migracijskimi procesi v Ruskem imperiju in Sovjetski zvezi.

### Ruščina izven Rusije
V Sovjetski zvezi je bila ruščina splošni sporazumevalni jezik s statusom uradnega jezika na celotnem območju države. Otroci neruske nacionalnosti so imeli podaljšano obvezno šolanje (10 let namesto 9) predvsem zaradi temeljitega učenja ruščine. Ruščina se je širila tudi z rusifikacijo in intenzivnim preseljevanjem, prostovoljnim ali prisilnim. Dandanes na območju nekdanje Sovjetske zveze ali njenega vpliva še vedno veliko ljudi govori rusko. Tu so posebej vredni omembe Belorusija, Ukrajina in Kazahstan. V prvi je ruščina poleg beloruščine tudi uradni jezik in jo je skoraj povsem izpodrinila. V Ukrajini je ob razširjeni sporazumevalni rabi ruščine njen zakonski status vroče politično vprašanje, saj je njena razširjenost posledica zatiranja ukrajinščine ter rusifikacije, priznana pa je kot manjšinski jezik. Tudi baltske države (Estonija, Latvija, Litva; zlasti prvi dve) imajo obsežne ruske skupnosti, ruščina pa v njih nima statusa uradnega jezika. Pomembno, večmilijonsko število ruskogovorečih se zaradi emigracije nahaja v drugih evropskih državah, pa tudi v ZDA, Izraelu in Kanadi. 

## Pisava
Kot pisavo ruščina uporablja nekoliko modificirano cirilico, tj. »graždansko cirilico« (гражданский шрифт  'posvetna pisava'), ki je sestavljena iz 33 grafemov. Cirilica se je začela v Rusiji uporabljati po pokristjanjevanju v času vladavine Vladimirja I., torej po letu 988. »Graždanko« je leta 1708 uvedel Peter I. Veliki. Nadaljnja poenostavitev grafije in pravopisa, ki jo je pripravljala Pravopisna komisija Akademije znanosti od 1904 do 1912, se je z dekreti zgodila v letih 1917–1918, uradno pa je bila spet potrjena leta 1956. Sodobna pravila ruskega pravopisa so produkt dolgega procesa urejanja pravopisnih in punktuacijskih norm, ki poteka od 18. stoletja.

## Prečrkovalna tabela
| Ruska cirilica | Ruska cirilica | Latinica                 |
| Velika črka    | Mala črka      |                          |
| А              | а              | a                        |
| Б              | б              | b                        |
| В              | в              | v                        |
| Г              | г              | g                        |
| Д              | д              | d                        |
| Е              | е              | e/je                     |
| Ё              | ё              | jo/o                     |
| Ж              | ж              | ž                        |
| З              | з              | z                        |
| И              | и              | i                        |
| Й              | й              | j (kratki i)             |
| К              | к              | k                        |
| Л              | л              | l                        |
| М              | м              | m                        |
| Н              | н              | n                        |
| О              | о              | o                        |
| П              | п              | p                        |
| Р              | р              | r                        |
| С              | с              | s                        |
| Т              | т              | t                        |
| У              | у              | u                        |
| Ф              | ф              | f                        |
| Х              | х              | h                        |
| Ц              | ц              | c                        |
| Ч              | ч              | č                        |
| Ш              | ш              | š                        |
| Щ              | щ              | šč                       |
| Ъ              | ъ              | ‘’ trdi znak (jor (еръ)) |
| Ы              | ы              | y (jeri (еры))           |
| Ь              | ь              | ‘ mehki znak (jer (ерь)) |
| Э              | э              | è (obratni, široki e)    |
| Ю              | ю              | ju                       |
| Я              | я              | ja                       |

## Sodobna ruščina
Za vzhodnoslovanske jezike so značilne:  
•	oblike s polnoglasjem, tj. kombinacije -oro-, -ere-, -olo- (город 'mesto', берег 'obala', болото 'močvirje', молоко 'mleko'), ki ustrezajo starocerkvenoslovanskim oblikam z nepolnoglasjem, tj. kombinacijam -ra-, -la-, -r’e-, -l’e- (град, брѣг, блато, млѣко); 
•	spremembe začetnega e v o (e > o – один, осень); 
•	posledično razlikovanje praslovanskih refleksov *ь > е in *ъ > о; 
•	odražanje praslovanskih nosnih samoglasnikov psl. ǫ > rus. u in psl. ę >  rus. ja (npr. v besedah зуб 'zob' in пять 'pet'). 
Pomembne značilnosti so še opozicije soglasnikov po trdosti/mehčanosti, izguba kvantitetnih razlik (gre za razlike med dolgimi in kratkimi samoglasniki), jakostni tip naglasa in redukcija samoglasnikov v nenaglašenih zlogih. Mesto naglasa v ruskem knjižnem jeziku v veliki meri ustreza praslovanskemu. 
Morfologija ruskega jezika je v primerjavi s praslovansko precej poenostavljena. Tako kot večina drugih slovanskih jezikov je izgubila dvojino. V glagolskem sistemu so v knjižnem jeziku odsotni imperfekt, aorist, predpreteklik (ki obstaja v nekaterih narečjih); namenilnik je sovpadel z nedoločnikom. Opuščen je tudi sistem enklitičnih oblik zaimkov.

## Glasoslovje
Knjižna ruščina ima razvejan sistem soglasniških fonemov (36, večinoma parnih po trdosti : mehčanosti (palataliziranosti), nezvenečnosti : zvenečnosti) in občutno enostavnejši sistem samoglasnikov, ki se je poenostavil v zgodovinskem razvoju (komaj 5 oz. po drugem pojmovanju 6 fonemov). Kakovost samoglasnikov je povezana z naglasnim mestom (drugače se izgovarjajo v nenaglašenih zlogih) in s soglasniškim okoljem. V ruščini se v nenaglašenih zlogih samoglasniki ne izgovarjajo s polno močjo: krajšajo in reducirajo se (akanje, ikanje). Knjižna ruščina tako kot slovenščina ne pozna zlogotvornih soglasnikov.

### Samoglasniki
Parnost soglasnikov (opozicija trdost : mehčanost) se kaže v grafičnih znakih za samoglasnike. Ruščina ima namreč 5 (oz. po drugem pojmovanju 6) samoglasniških fonemov in 10 grafemov za samoglasnike.
Grafemi e, ё, и, ю, я po mehkem soglasniku označujejo njegovo mehčanost. Na začetku besede, sredi besede po trdem ali mehkem znaku (npr. пьеса, объём) ali po samoglasniku (npr. каюта) e, ё, ю, я označujejo dva glasova ([je], [jo], [ju], [ja]). Po ж, ш, ц označujejo en samoglasnik, ne kažejo mehčanja soglasnika.
Grafemom 'к', 'г', 'х', 'ж', 'ч', 'ш' in 'щ' nikoli ne sledijo 'я', 'ю' in 'ы'.
Fonema /a/ (zapisovanje z a in я) in /o/ (zapisovanje z o in ё)
Po trdem soglasniku v prvem prednaglasnem zlogu se /o/ in /a/ izgovarjata kot kratek a-jevski glas [ʌ] (npr. вода [vʌda]). V ostalih nenaglašenih zlogih se izgovarjata kot polglasnik. Po mehkem soglasniku v prvem prednaglasnem zlogu se izgovarjata s kratkim i-jevskim glasom. Po mehkem soglasniku v ostalih nenaglašenih zlogih se izgovarjata kot glas med polglasnikom in kratkim i-jem.
Fonem /o/ se zapisuje ali kot o ali kot ё. Grafem o se piše po parnih trdih, ё pa po parnih mehkih soglasnikih. Po neparnih ш, ж, щ, ч se piše v nekaterih  besedah o, v nekaterih pa ё. Grafem ë pogosto zapisujejo kar kot е, saj Rusi ločujejo med obema. Grafem ë je tudi vedno naglašen. Izjeme, kjer se piše kot йо, so tuje besede (npr. йод).
Fonem /i/ (zapisovanje z i in ы)
Nenaglašeni /i/ po trdem soglasniku se izgovarja kot [y], zlasti po naglasu prehaja v polglasnik. Po mehkem soglasniku v prednaglasnem zlogu ga izgovarjamo enako kot a in e, torej kot glas med e in i, ki je bližji i. Po mehkem soglasniku v ostalih nenaglašenih zlogih pa se reducira v kratki i. 
V ruskem jezikoslovju ni popolnega soglasja glede tega, ali je jeri posamezen fonem ali pa le alofon (torej različica) i-ja. Med drugim zato, ker (razen v svojem onomatopoetskem glagolu ыкать) nikoli ne stoji na začetku besede. 
Fonem /e/ (zapisovanje z e in э)
V prednaglasnem zlogu se nenaglašeni e po trdem soglasniku izgovarja kot kratki [y] (npr. v жена [žyna]), v ostalih primerih se izgovarja bodisi kot polglasnik [ə] bodisi kot kratki [i].
Samoglasnik e se za trdimi pari soglasnikov pojavlja redko, zlasti v tujkah. Kot э ga zapisujemo predvsem na začetku besede (v tujkah ter ruskih kazalnih zaimkih, npr. это 'to').
Nenaglašeni e se bere kot kratki i-jevski glas, npr. v человек [č’ɪlʌv'ek] 'človek' in река [r’ɪka], 'reka'. 
Ostaja še fonem /u/ (zapisovanje z у in ю), ki pa nima posebnosti glede na ostale samoglasniške foneme (oba načina zapisovanja, kot omenjeno, alternirata predvsem glede na soglasniško okolje).

### Soglasniki
Večina ruskih soglasnikov pozna pare glede na trdost : mehčanost (palataliziranost). Mehčani soglasniki, ki so samostojni fonemi, so posebnost ruščine. Pri njih ohranimo osnovno artikulacijo, srednji del hrbtišča jezika pa premaknemo proti trdemu nebu.
Potem so tu še /č’/, /š’š’/ in /j/, ki pa so mehki. 
Soglasnike delimo v naslednje skupine:
Zvočniki: /ł/, /l'/, /m/, /m'/, /n/, /n'/, /r/, /r'/, /j/ (samo j ne pozna opozicije glede na trdost : mehčanost)
Nemehčani ruski /ł/ je drugačen, trši od slovenskega (ki je t. i. srednjeevropski /l/). V knjižni ruščini na koncu besede ne prihaja do vokalizacije (npr. slovenski [delau̯]).
Zveneči nezvočniki: /b/, /b’/, /v/, /v’/, /g/, /g’/, /d/, /d’/, /ž/ (trd), /z/, /z’/ 
Ruščina in slovenščina se razlikujeta po statusu fonema /v/. V slovenščini je zvočnik in se tudi v končni poziciji izgovarja kot zveneči dvoustnični [ṷ]. V ruščini pa zvočniki opozicij glede na zvenečnost ne poznajo. Ker [v] in njegova palatalizirana/mehčana različica [v’] v končnem položaju in pred drugim nezvenečim soglasnikom prehajata v [f] in [f’], nista zvočnika.
Nezveneči nezvočniki: /p/, /p’/, /f/, /f’/, /k/, /k’/, /t/, /t’/, /s/, /s’/, /š/ (trd), /š’š’/ (mehek), /h/, /h’/ (h nima para glede na zvenečnost), /č’/ (mehek), /c/ (trd).
Ruski fonem /š/ se od slovenskega razlikuje po trajanju, jezik pa je ob izgovarjavi bolj spredaj (v slovenščini je /š/ hipen).
Fonem /č'/ je nekje med slovenskim in srbskim, saj je mehkejši od slovenskega in trši od srbskega mehkega.
V končnem položaju se vsi zveneči nezvočniki izgovarjajo kot nezveneči.
V soglasniških sklopih sredi besede se, če se soglasnika razlikujeta po zvenečnosti, v ruščini zgodi t. i. regresivna asimilacija, ko se predhodni soglasnik asimilira sledečemu.

### Naglas
Za ruščino je značilen jakostni tip naglasa (eden od zlogov besedne oblike je naglašen in se od drugih ločuje po bolj intenzivni artikulaciji), naglas je prost (ni omejen glede na mesto v besedi) in premičen (v različnih oblikah ene besede so lahko naglašeni različni zlogi in morfemi). Ima tudi funkcijo pomenskega razločevanja besed, npr. замóк [zʌmok] 'ključavnica' in зáмок [zamək] 'grad'. 

## Oblikoslovje
V osnovnih potezah je ruščina precej podobna slovenščini. Pozna šest osnovnih sklonov (tradicionalno sta v ruskih slovnicah mestnik in orodnik zamenjana glede na vrstni red v primerjavi s slovensko tradicijo). Poleg šestih osnovnih sklonov nekateri jezikoslovci ločijo še druge oblike, ki so podobne sklonom: partitivni (delni) rodilnik (чашка чаю 'skodelica čaja'), krajevni mestnik (в аэропорту 'na letališču'), novi zvalnik (pri imenih ženske sklanjatve, ki se končajo s samoglasnikom, npr. Ваня > Вань: samoglasnik izpade). Vsaka od teh oblik je značilna za omejen krog besed in jo srečamo v posebnih kontekstih. 
V ruščini je mestnik edini sklon, ki obvezno zahteva predlog, orodnik se namreč (v nasprotju s slovenščino) uporablja tudi brezpredložno. 
Ruščina loči ednino in množino, slovnični spoli pa so moški, ženski in srednji. 
Posebna značilnost ruskega jezika je razlikovanje živosti in neživosti tudi v množini. Kategorija živosti in neživosti se pozna pri tožilniku, kjer pri samostalnikih, ki označujejo ljudi ali živali, sovpadejo tožilniške in rodilniške oblike (tako pri ednini moškega spola kot pri vseh spolih v množini). 
Ruščina pozna razlikovanje med dovršnimi in nedovršnimi glagoli, kar se večinoma izraža s predponami in medponami (nekateri glagoli so tudi dvovidski). V ruščini je sicer razlika med dovršnimi in nedovršnimi glagoli veliko bolj gramatikalizirana kot v slovenščini: dovršniki opisujejo enkratno ali kratkotrajno dejanje s pomenom rezultata, nedovršniki pa večkratno, ponavljalno in dolgotrajno dejanje. Tako se v določenih kontekstih (historični sedanjik in ponavljanje) skoraj vedno uporablja nedovršnik.
Glagolski časi v ruščini so preteklik, sedanjik in prihodnjik. Slednji se tvori na dva načina, pri prvem gre za t. i. enostavni prihodnjik (tvori se ga s sedanjiškimi oblikami dovršnih glagolov, npr. Я прочитаю книгу 'Prebral bom knjigo'), pri drugem pa za t. i. sestavljeni prihodnjik, ki ga tvorimo iz nedovršnikov. Pri tem gre za analitično obliko iz prihodnjika glagola быть 'biti' in nedoločnika, npr. Я буду читать книгу 'Bral bom knjigo'). 
Dovršniki v ruščini torej sploh nimajo sedanjika v pravem pomenu, saj imajo njihove sedanjiške oblike pomen prihodnjika. 
V ruščini imajo povratni glagoli, ki leksikalno najpogosteje izražajo povratnost ali vzajemnost, popono -ся, ki se za samoglasniki premenjuje s -сь. 
Ruščina je, tako kot slovenščina, sintetični in fleksijski jezik, pri katerem izražanje odnosov med samostalnikom in drugimi besedami poteka s sklonskimi oblikami. Ob tem pa je prisotno tudi analitično izražanje slovničnega pomena besed izven meja besede s sredstvi konteksta, ki pa najpogosteje stoji poleg sintetičnih (znotrajbesednih) izražanj, ki ga spremljajo. Tako so pomeni spola, števila in sklona samostalnikov redno izražani ne samo v oblikah samega samostalnika, temveč tudi z oblikami besed, ki se z njim ujemajo. Pomeni osebe in števila glagola se ne izražajo samo z glagolsko obliko, ampak tudi s pogosteje kot v slovenščini uporabljenim osebnim zaimkom. 
Glagolski način se pri glagolu ne izraža le s samo glagolsko obliko, temveč tudi skladenjsko: glede na stavčno konstrukcijo (tvorna, trpna). Trpnik lahko v ruščini pri nedovršnih glagolih tvorimo z dodajanjem postfiksa -ся (npr. Дом строится рабочими 'Hiša se gradi'), tvorjenje trpnika pri dovršnikih pa je precej podobono slovenskemu: glagolu быть 'biti'  sledi trpni pretekli deležnik (npr. Дом был построен  'Hiša je bila zgrajena'). V ruščini je trpnik bolj razširjen kot v slovenščini, v trpnih stavkih se z brezpredložnim orodnikom izraža vršilec dejanja (Дом строится рабочими dobesedno 'Hiša je grajena delavci'). 
Posebnost ruščine v primerjavi s slovenščino so glagoli premikanja (глаголы движения): v slovenščini lahko skoraj v vseh različnih situacijah uporabljamo glagol iti, v ruščini pa je glagolov, ki izražajo premikanje, veliko več (идти : ходить, ехать : ездить idr.). Glagoli premikanja se delijo glede na glagole, ki označujejo premikanje v eno smer (идти, ехать, лететь, бежать) in glagole, ki izražajo premikanje v več smeri (xoдить, ездить, летать, бегать).  Poleg tega pozna ruščina še opozicijo med glagoli premikanja peš (идти, ходить) in glagoli premikanja s prevoznim sredstvom (eхать, ездить). 
Osnovnim ruskim glagolom lahko dodajamo še predpone (по-, при-, под-, у-, от-, в-, вы-, за-, пере-, про-, об-, до-). Slednje ožijo in specificirajo pomen glagolov in med drugim omogočajo razlikovanje vida (dovršnost : nedovršnost).

## Skladnja
Ruščina ima različne strukture povedi: proste in zložene. Ruske stavke najprej delimo na priredja in podredja (сочинения и подчинения), slednja pa naprej na vsebinske odvisnike (predmetne in osebkove), оkoliščinske odvisnike in prilastkovne odvisnike. 
V ruščini je raba deležnikov in deležij pogostejša kot v slovenščini. 
Med vezniki, ki se uporabljajo pri podredju, je kot posebnost vredna omembe namenskega in predmetnega veznika чтобы 'da bi'. Slednjemu sledi infinitiv, če je v obeh stavkih enak osebek, če sta osebka v stavkih različna, pa deležnik na -l. 
Besedni vrstni red povedka in glavnih stavčnih členov, osebka in predmeta, je v ruskem jeziku relativno svoboden. Na vrstni red pa enako kot v slovenščini vpliva členitev po aktualnosti. 
Posebnost ruščine v primerjavi s slovenščino je, da se glagol быть ‘biti’ v sedanjiku pogosto opušča (Она иностранка 'Tujka je'). V pretekliku in prihodnjiku se v povedkovem določilu samostalnik navadno pojavlja v orodniku (Моя соседка была преподавательницей 'Moja soseda je bila učiteljica').
V primeru pridevnikov obstajata t. i. dolga in kratka oblika (npr. счастливый : счастлив 'srečen'). V vlogi prilastka se uporablja dolga oblika (счастливый мальчик 'srečen fant'), v povedkovem določilu sta možni tako kratka (začasna lastnost) kot dolga oblika (stalna lastnost).
Pomembno mesto pri besednih zvezah zasedajo načini izražanja podrednega razmerja: vezava, ujemanje in primik.
Rekcijo oz. vezavo, pri kateri se določeni glagoli vežejo z določenimi skloni, lahko opazimo tudi pri števnikih. Števnik in samostalnik: 1 + imenovalnik ednine (один друг 'en prijatelj'), 2/3/4 (oz. sestavljeni števniki, ki se končujejo s temi števniki) + rodilnik ednine (два друга 'dva prijatelja'), 5–20 + rodilnik množine (семь друзей 'sedem prijateljev'). V primeru, da imamo med števnikom in samostalnikom še pridevnik, se pri 2/3/4 (oz. sestavljenih števnikih, ki se končujejo s temi števniki) pridevnik pojavlja v imenovalniku (две хорошие подруги 'dve dobri prijateljici') ali rodilniku množine (npr. четыре хороших друга 'štirje dobri prijatelji'). Navadno se pri moškem in srednjem spolu uporablja rodilnik množine, pri ženskem spolu pa je možno oboje.
Aktivno vlogo v skladnji igrajo intonacijska sredstva. 
Pri izražanju različnih naklonskih pomenov (obveznost, nujnost, možnost ) se v ruščini pogosteje kot v slovenščini uporabljajo brezosebne zgradbe z naklonskimi povedkovniki: мне можно/нельзя/надо/нужно.

## Besedišče
Leksikalna sestava ruskega jezika je produkt dolgega, večstoletnega zgodovinskega razvoja. Pomemben del ruske leksike predstavljajo besede, ki imajo izvor v cerkveni slovanščini. Te se še posebej pogosto uporabljajo za posredovanje abstraktnih pojmov, povezanih z religijo in duhovnim življenjem nasploh. Ruske besede imajo bolj specifičen (konkreten) pomen ali nižjo slogovno obarvanost, ki se nanaša na sfero vsakdanjega življenja. Primeri so sledeči pari besed ruskega jezika – prvi v dvojicah so ruski, drugi pa so prešli v ruščino iz cerkvene slovanščine (pri tem sta se oba pojavila iz iste praslovanske besede): заколоть 'zaklati' : заклать 'zabosti do smrti', обнять 'objeti (nekoga)' : объять 'dojeti', 'objeti' – abstrakten pomen, житьё 'življenje' : житие 'žitje: življenjepis svetnikov', нёбо 'nebo v ustih' : небо ('nebo').
Pomemben vir besedišča so leksemi iz različnih zgodovinskih obdobij: v glavnem besede, prevzete iz cerkvene slovanščine, npr. краткий 'strnjen', глава 'poglavje', гражданин 'državljan', единый 'edini' idr. 
Med njimi so tudi številne besede iz bizantinske grščine (npr. фонарь 'svetilka', хор 'zbor', кровать 'postelja', монастыр 'samostan') in izposojenke iz turkskih jezikov (деньги 'denar', сундук 'zaboj'). 
Posebej naj izpostavimo vpliv neslovanskih evropskih jezikov, ki je v različnih obdobjih potekal z različno intenzivnostjo. Za časa Petra Velikega in njegovih reform so v ruščino do 19. stoletja prišle naslednje besede: nizozemske: апельсин 'pomaranča', зонтик 'dežnik', каюта 'kajuta', матрос 'mornar'; nemške: циферблат 'številčnica', штамп 'štampiljka', парикмахер 'frizer'; francoske: банальный 'banalen', галантный 'galanten', вестибюль 'sprejemnica', жакет 'jopič', пюре 'pire'; angleške: бойкот 'bojkot', бульдог 'buldog', спорт 'šport', лидер 'voditelj'. 
Za ruski jezik je v primerjavi s slovenskim značilen večji delež tujk in izposojenk. 
V 20. stoletju prevladujejo besede iz angleščine: бизнес 'trgovanje', спринт 'šprint', компьютер 'računalnik', шоy 'oddaja' itd. V znanstveno-tehnični sferi se pojavljajo internacionalizmi (z latinskimi ali grškimi koreni), kar se odraža v vseh svetovnih jezikih zaradi globalizacije. Danes pa so zanimiv del sestava jezika tudi besede iz (nižjega) pogovornega jezika in različnih žargonov: беспредел 'brezzakonje', расклад 'stanje', разборка 'obračun' idr.
V splošnem je odprtost ruskega jezika tujim besedam in njihova aktivna asimilacija ter prilagajanje ruskemu slovničnemu sistemu značilna za ves zgodovinski razvoj jezika, kar dokazuje prožnost leksikalnega sistema in posledično izkazuje vir slovarskega bogastva.

## Zgodovina ruščine
Več stoletij je imela vlogo sakralnega knjižnega jezika cerkvena slovanščina, ki se je razvila iz praslovanskega jezika. Slednji je doživel spremembe v različnih slovanskih območjih pod vplivom lokalnih jezikovnih posebnosti (tako obstaja bolgarska cerkvenoslovanska različica, srbska cerkvenoslovanska, ruska cerkvenoslovanska itd.) Cerkvenoslovanski elementi prečijo celotno strukturo ruskega jezika (fonetiko, morfologijo, skladnjo in leksiko).
Najstarejši ruski spomeniki izhajajo iz 11. stoletja. Najzgodnejši datirani rokopis je Novgorodski kodeks. Rokopisi na pergamentu iz tega obdobja so napisani v starocerkveni slovanščini z nekaterimi starovzhodnoslovanskimi (staroruskimi) posebnostmi. Spomeniki tega časa, kot so novgorodska pisma na brezovem lubju, odražajo staro novgorodsko narečje in so praktično brez vpliva cerkvenoslovanskega jezika. Starovzhodnoslovanske (staroruske) jezikovne posebnosti se odražajo v poslovni korespondenci in v takih tekstih, kot je Ruska pravda, ki je nastala med vladavino Vladimira Monomaha v 12. stoletju, ep Pesem o Igorjevem pohodu (slovenski prevod R. Nahtigala) s konca 12. stoletja in v letopisih iz 13. stoletja. Do 14. stoletja so vzhodni Slovani govorili v podobnih dialektih, ki jim skupno pravimo starovzhodnoslovanski jezik. Pojav ruske pisne tradicije, ki se razlikuje od ukrajinske in beloruske, sega v 14. stoletje. V ruskem jeziku obstajajo številni vplivi iz grščine, turkskih jezikov, latinščine, poljščine, nemščine, francoščine, italijanščine in angleščine. Ruska abeceda (azbuka) je bila osnovana na podlagi cirilice, ki jo je spremenil Peter I. s svojimi reformami, in z reformami iz leta 1918.
Zgodovino ruskega jezika ponavadi delijo na naslednja obdobja: 
1) 9.–14. stol., 
2) 15.–17. stol., 
3) sredina 17. stol.–danes. 
Ta delitev sovpada z obdobji diglosije (sobivanje domačega jezika in cerkvene slovanščine, pri čemer je uporaba strogo ločena: prvi je neknjižni, za vsakdanje življenje, druga pa knjižna, za kulturo in cerkev), dvojezičja (oba, tako domači jezik kot cerkvena slovanščina se uporabljata v vseh položajih, oba pogovorna in oba knjižna) in nastankom sodobnega ruskega knjižnega jezika.

### Prvo obdobje (9.–14. st.)
Prvo obdobje se začne z odcepitvijo vzhodnih Slovanov (prednikov Rusov, Ukrajincev, Belorusov) od skupne slovanske domovine. Od takrat obstaja tudi starovzhodnoslovanski (staroruski, др.-рус.) jezik  – prednik ruščine, ukrajinščine in beloruščine. V 14. stoletju se začne močnejša delitev na tri vzhodnoslovanske jezike. Vzhodnoslovanski jezik so govorila plemena, ki so prebivala na območju od srednjega dela reke Dneper na jugu do jezera Ilmen na severu; od vrhnjega toka Oke, Volge in Dona na vzhodu do Volinske, Podolije in Galicije na zahodu. Narečja teh plemen so bila blizu drugo drugemu in so imela značilnosti, ki so se razvile v procesu odcepitve vzhodnih Slovanov od skupne slovanske domovine in ki jih ni v drugih slovanskih jezikih. V 9. stoletju se je ob srednjem toku Dnepra, na območju, ki so ga naseljevali Poljani (pleme) pojavila fevdalna država Kijevska Rusija (Киевская Русь). Pod seboj je združila vzhodnoslovanska plemena. Njihov jezik je bila starovzhodnoslovanščina (stara ruščina), ki se je formirala na osnovi dialektov vzhodnoslovanskih plemen. V 10. stoletju, s sprejetjem krščanstva, so v Kijevsko Rusijo iz Bolgarije prihajale cerkvene knjige, napisane v stari cerkveni slovanščini. To je prispevalo k razširitvi pismenosti. Knjige so prepisovali ruski pisarji, ki so tako usvajali posebnosti stare cerkvene slovanščine. Skupaj s tem je stara cerkvena slovanščina vpijala tudi področne jezikovne posebnosti. Tako so se od 11. do 12. stol. oblikovale področne različice (redakcije) stare cerkvene slovanščine Skupek teh redakcij – vzhodnoslovanske (ruske), južnoslovanskih (bolgarske, srbske) in zahodnoslovanske (češke) – se imenuje cerkvena slovanščina. To je bil splošni knjižni jezik vzhodnih in dela južnih Slovanov v celotnem obdobju srednjega veka. Besedila v cerkveni slovanščini so bila povezana z versko tematiko, gre predvsem za Biblijo (kanonska dela). Najstarejša knjiga, napisana v obdobju Kijevske Rusije, je Ostromirov evangelij (1056–1057). V cerkveno slovanščino so prevajali tudi spise iz drugih jezikov (posebej iz grščine). Profesionalni prevajalci so na območju obstajali že v začetku 11. stol. Nastajala so tudi izvirna besedila, ki so jih pisali v cerkveni slovanščini, npr. Слово о законе и благодати (metropolit Hilarion), Житие Феодосия Печерского (konec 11. stol.), Чтение о Борисе и Глебе (konec 11. stol.), Сказание о Борисе и Глебе (12. stol.). 
V tistem obdobju so obstajali tudi posvetni žanri pismenosti – zapisi in komentarji o resničnih zgodovinskih dogodkih (nekateri v umetniški obliki), potopisi, pa tudi teksti zakonov in osebna korespondenca. Jezik tega dopisovanja je starovzhodnaslovanščina (stara ruščina), ki se precej razlikuje od cerkvene slovanščine, vsebuje številne besede in oblike živega vzhodnoslovanskega govora. Bila je naddialektalna oblika na vzhodnoslovanski osnovi, ki se je vzpostavljala v velikih mestih Kijevske Rusije (predvsem v Kijevu).  V pisnem jeziku se je uporabljala v obdelani, "oknjiženi" različici. Vanj je prišlo pomembno število slovanizmov. Njihova količina in sestava je bila odvisna od vsebine. 
Besedila posvetne pismenosti, napisana v starovzhodnoslovanščini, se delijo na dve skupini: 1) letopisne pripovedi in umetniško-narativna literatura: spisi Vladimirja Monomaha (konec 11.–začetek 12. stol.),  Pesem o Igorjevem pohodu (konec 12. stol.), Девгениево деяние (prevod bizantinskega romana iz 10. stol. v starovzhodnoslovanščino bizantinskega romana iz 10 stol., pisan od 12. do 13. stol.), Моление Даниила Заточника (prva četrtina 13. stoletja), Слово о погибели Русской земли (13.–zač. 14. stol.), Задонщина (konec 14.–začetek 15. stol.) idr. Ta besedila so napisana v starovzhodnoslovanskem knjižnem jeziku; 
2) spomeniki delovnega karakterja in osebna korespondenca (pisma, napisana na lubju), ki so v različnih stopnjah izražali govorjeni jezik. Med 11. in 14. stoletjem so se v starovzhodnoslovanskem jeziku zgodile pomembne spremembe. Najpomembnejša sprememba v fonetiki je bila odprava reduciranih vokalov, ki se je končala v času od 12. do 13. stol. V vokalizmu in konzonantizmu so se zgodile tudi ostale spremembe. Na področju sklanjanja samostalnikov se je zgodila asimilacija enega tipa sklanjatve z drugim in zahvaljujoč temu tvorjenje nekaterih osnovnih sklanjatvenih obrazcev. Zgodila se je poenostavitev sistema glagolskih preteklih časov, tvorila se je le še ena oblika preteklega časa z nepolnopomenskim glagolom быть 'biti' in deležnikom na -l.

### Drugo obdobje (15.–17. st.)
Začetek drugega obdobja predstavljata razpad enotnega vzhodnoslovanskega jezika in nastanek jezika velikoruskega naroda. Najstarejši spomeniki ruskega jezika kažejo le malo skupnih lastnosti vseh jezikov, te so vezane le na en teritorij (primer je cokanje, ki ga lahko zasledimo v novgorodskih spomenikih iz 11. stoletja). Pismenost se je razširjala iz Kijeva, zato so značilnosti tega območja potem vplivale na druge jezikovne različice. Postopoma se opaža tudi veliko elementov, ki se vključujejo v sam pisni jezik iz pogovornega jezika. Vzrok tega dogajanja je razpad Kijevske države, prehod voditeljske vloge na severna in severovzhodna središča (Vladimir, Suzdal, Rostov idr.) in fevdalna razdrobljenost. 
Že spomeniki iz 12. in začetka 13. stoletja odražajo vrsto pojavov, ki se razlikujejo na jugu in jugozahodu na eni strani ter severu in severovzhodu na drugi. Najstarejši od pojavov je diftongizacija končnih e in o pred zlogi z izpadlima jer (ь) in jor (ъ) (печь > п\ие\чь, конь > к\уо\нь), ki je značilna za južne govore, ki so postali osnova ukrajinskega jezika. Formiranje velikoruskega jezika so spremljale občutne spremembe tako v slovničnem kot slovarskem sestavu (besedišče), ki ta jezik ločujejo od ukrajinskega in beloruskega: izgine zvalnik (отче, господине), pojavlja se oblika imenovalnika množine s končnico -a (города namesto городи), [c], [z], [s] se v sklonskih oblikah zamenjujejo s [k’], [g’], [h] (pojavljajo se oblike tipa рукѣ, ногѣ, сохѣ namesto руцѣ, нозѣ, сосѣ), končno se uveljavi izražanje preteklika s preteklim deležnikov na -l kot glavna oblika v pogovornem jeziku. Razlike so se pojavile tudi glede pokrajinskosti. 
Med narečji, ki so se razvila od druge polovice 12. do prve polovice 13. stoletja (novgorodski, pskovski, smolenski, rostovsko-suzdalski, dialekt (z akanjem) zgornje in srednje Oke in medrečja Oke in Sejma), je glavno mesto prevzel rostovsko-suzdalski (po izvoru severnoruski) dialekt. V sestavo tega dialekta je prišel moskovski govor, saj je Moskva v drugi četrtini 14. stoletja postala politični in kulturni center; pripadala mu je posebna vloga v unifikaciji norm ruskega jezika. Okrog moskovske kneževine se vzpostavi cela vrsta drugih kneževin, v 15. stoletju se oblikuje obširna država: Moskovska Rusija. 
V 16. stoletju se postopno predelujejo/oblikujejo norme moskovskega pogovornega jezika, v katerem je najti tako pojave severnih kot južnih velikoruskih dialektov: številne posebnosti soglasnikov (npr. zaporniški g) so bile podedovane od severnih govorov, glede samoglasnikov (npr. akanje) pa od južnih. Severnoruski izvor ima tudi izgovor trdega -t v končnici 3. osebe ednine in množine glagolov (идёт, идут, ср. южные идешь, идуть), izgovor glasu [v] v končnici rodilnika ednine pridevnikov in zaimkov moškega in srednjega spola idr. Moskovski pogovorni jezik se je odrazil v delovnih dokumentih in vplival na knjižno starovzhodnoslovanščino (knjižni staroruski jezik) v jeziku številnih besedil, nastalih med 15. in 17. stoletjem (Хождение за три моря, Spisi Ivana Groznega, satirična literatura ...). 
V knjižnem jeziku se je med 15. in 17. stoletjem nadaljeval že prej začeti proces razširjanja rabe slovanizmov. Tako kot prej je obstajala obsežna literatura v cerkveni slovanščini, ki se je v času od 15. do 17. stoletja karakterizirala z vrsto posebnosti. Njena ruska različica je doživela pomemben vpliv s strani južnoslovanske različice; spremenila se je v zaprt sistem, ki se je jasno razlikoval od drugih različic jezika, skupaj s tem pa je bolj široko kot v prejšnjem obdobju sprejemala posvetne žanre (posvetno publicistiko, zgodovinska besedila, potopise, posvetne povesti ...), kar ji je prineslo pogovorne elemente.

### Tretje obdobje (sredina 17.–21. st.)
Obsežne spremembe v javnem življenju, ki so se zgodile na robu srednjega in novega veka, so povzročile tudi obsežne spremembe v jeziku. Razvoj ekonomskih in političnih povezav Moskovske Rusije, rast avtoritete Moskve in razširitev dokumentov moskovskih ukazov so vplivali na rast vpliva govorjenega moskovskega jezika na območju Moskovske Rusije. To je povzročilo, da je moskovski govor postal osnova nacionalnega jezika, ki se je začel oblikovati v 17. stol. Postopno nastajanje ruskega knjižnega jezika je bilo tudi posledica vse bolj široke razširitve literature v demokratičnih slojih družbe; jezik se je oblikoval na osnovi pogovornega in uradovalnega jezika. Izobraževanje in znanost sta postala bolj posvetna.  
Razširitev mednarodnih povezav ruske države se je izrazila tudi v vplivu iz zahodnoevropskih jezikov (pogosto čez poljski jezik). Prevzemanje tujk, ki je v velikem obsegu prišlo v jezik v obdobju Petra I., se je potem umirilo in zgodil se je izbor: del njih je šel iz rabe hitro, druge so se zadržale in okrepile v jeziku. Veliko besed je bilo oblikovanih po modelu tujk (kalki). Začenši z drugo polovico 16. stol. se postopno širi sfera uporabe cerkvene slovanščine. Cerkvenoslovanski elementi, še zlasti leksika, so prišli v sestavo ruskega knjižnega jezika, a cerkvenoslovanska dediščina se nikakor ni uporabljala v polnem obsegu: celo v knjižnih žanrih se niso uporabljali zastareli in redko uporabljani elementi jezika.  
Ne glede na to so v teku 17, 18. stol. in celo v začetku 19. stol. nastajala nova besedila v cerkveni slovanščini, a se je njihova raba vse bolj krčila. Cerkveni jezik (torej jezik religioznega kulta) se je spremenil. K temu so prispevale Petrove  reforme, ki so vplivale na vstop zahodnoevropskih besed in ruskih narodnih pogovornih elementov v ruski knjižni jezik. V procesu sinteze različnih elementov (narodna pogovorna osnova, deli delovnega jezika, prevzemanje iz zahodnoevropskih jezikov, slovanizmi) so se oblikovale norme ruskega nacionalnega knjižnega jezika. Sredi 18. stol. se je oblikovala njegova govorjeno-pogovorna različica. Ruski knjižni jezik novega časa se je izpopolnil in stabiliziral v besedilih A. D. Kantemira, V. K. Tredjakovskega, M. V. Lomonosova, A. P. Sumarokova, N.  I. Nobikova, D. I. Fonvizina, G. R. Deržavina, N. M. Karamzina, I. A. Krilova, A. S. Gribojedova, A. S. Puškina. V tem obdobju se je nadaljeval proces reguliranja odnosov med elementi pogovornega jezika in cerkvene slovanščine. Mnogi slovanizmi so dobili nove pomene. Vse močnejše se je pojavljal previden odnos k uporabi arhaičnih slovanizmov v literarnih besedilih. Lomonosov jih je v svoji stilistični teoriji izključeval celo iz visokega stila. Posebej odločno je uporabo slovanizmov omejil Karamzin, ki je se je orientiral na jezik visokih krogov družbe. Običajno Puškinu pripisujejo vlogo zlitja treh jezikovnih vplivov: slovanizmov, ljudskega pogovornega jezika in zahodnoevropskih elementov, ki so pokazali odločilen vpliv na oblikovanje norm ruskega knjižnega jezika. Jezik puškinskega obdobja se je v svoji osnovi ohranil do današnjih dni. Ves nadaljnji razvoj ruskega knjižnega jezika je potekal s poglobitvijo in izpopolnitvijo norm, ki so se oblikovale v tem obdobju. 
V razvoju sodobnega ruskega knjižnega jezika, formiranju njegovih norm, je pomembno vlogo igrala jezikovna praktika največjih ruskih pisateljev 19. - začetka 20 stol. (Lermontov, Gogolj, Turgenjev, Dostojevski, Saltikov-Ščedrin, Tolstoj, Čehov, Gorki, Bunin  idr.).  
Od druge polovice 19. stoletja je imel na razvoj ruskega knjižnega jezika velik vpliv jezik znanosti in publicistike. 
V 20. stoletju se je občutno obogatil slovarski sestav (leksika, besedišče) ruskega knjižnega jezika. Deloma je razvoj znanosti in tehnike vplival na popolnitev knjižnega jezika s posebno terminološko leksiko. 